# Tidslinje for Kina
|  | Sammenskrivningsforslag Artiklerne Tidslinje over kinesisk historie, Tidslinje for Kina er foreslået sammenskrevet. (Siden december 2019) Diskutér forslaget |

Kinas historie er lang og kompliceret.
1838-1840 – Opiumskrigen.
1850 – Taiping-opstaden bryder ud. Den nedkæmpes først i 1864.
1860 – Engelske og franske tropper indtager Beijing.
1900 – Bokseroprøret med angreb på udlændinge i Kina.
1908 – Enkekejserinde Tse-Hsi dør.
1911-1912 – Borgerlig revolution i Kina. Kejserinden afsættes og Yuan Shi-kai bliver præsident.
1916 – Yuan Shi-kai dør efter uden held at have forsøgt at blive udnævnt til kejser. Krigsherrenes tid begynder.
1919 – 4. maj-bevægelsen med patriotiske studenterdemonstrationer.
1921 – Kinas kommunistiske parti (KKP) stiftes og deres første kongres afholdes.
1922 – Kommunisterne overtales til at træde ind i samlingspartiet Guomindang af russiske agenter, som er udstationeret i Kina.
1925 – Sun Yat-sen dør.
1926 – Chiang Kai-shek, nationalisternes nye leder, starter felttoget i Nordkina imod krigsherrerne for at genforene landet.
1927 – Shianghai-udrensning. Massakre på kommunisterne i Shanghai.
Mao Zedong skriver rapport om bondebevægelsen i Hunan. Han forsøger at samle bønderne til kamp.
1928 – Chiang Kai-shek samler Kina og bliver leder af en nationalistisk regering.
Nanking bliver hovedstad.
1930 – Hungersnød i det nordvestlige Kina efter tre års tørke. Det antages, at mellem 3 og 6 millioner døde følget af hungersnøden.
1931 – Japan besætter Manchuriet.
1934-1935 – Den Lange March.
1935 – Mao vælges til leder af kommunistpartiet.
1936 – Jiang kidnappes og tvinges til at forhandle med kommunisterne om en fælles kamp mod japanerne.
1945 – Japan overgiver sig til Jiang. USA forsøger at mægle mellem Mao og Jiang.
1947 – Jiangs styrker erobrer kommunisternes gamle hovedstad Yenan.
1949 – Jiangs hære slåes på flugt og flygter til Taiwan. Den kinesiske Folkerepublik oprettes. Mao fortsætter som partiformand og vælges til præsident. Zhou Enlai bliver statsminister.
1950 – Folkerepublikken Kina ansøger om optagelse i FN. De afvises på baggrund af et veto fra USA.
Mao rejser til Moskva for at hente støtte fra Stalin. Han opnår tilsagn om teknisk hjælp, og Sovjetunionen er en stor hjælp for Kina, indtil samarbejdet brydes i starten af Det Store Spring Fremad i perioden 1958-1960.
1950-1953 – Koreakrigen. Kina rykker ind i Korea i november 1950, og først anses det for en enorm sejr, da de kinesiske tropper slår amerikanerne tilbage. I slutningen af krigen er kineserne dog nødt til at trække sig tilbage. Mange kinesere tabes, Mao anså det dog stadig som en sejr. Han mente, at det var bevis for Kinas magt og styrke. Og at Kina var ved at opnå status som supermagt.
1953-1957 – Kinas første fem-årsplan. 10.000 ingeniører og teknikere fra USSR hjælper med til opbygningen af Kina. Produktionen og væksten i denne fem-årsplan var eksplosiv. Hvis udviklingen var fortsat havde Kinas BNP været fordoblet i løbet af bare 11 år. Man skal stadig huske på, at da Mao overtog Kina i 1949, var det utroligt fattigt.
1955 – Oprettelsen af kollektiver ¨på landet begynder. Kollektiviseringen sammenslog nogle lodder jord, og herefter fik en landsby ansvaret for det sammenlagte lod. Børnepasning, madlavning og andre daglige rutineopgaver blev frataget kvinderne, så de også kunne arbejde i marken. Princippet var et fælles ansvar. Denne metode var givende for det kinesiske samfund.
1957 – 97 % af landbrugsjorden er lagt ind under kollektiver.
"Lad hundrede blomster blomstre"-kampagnen i gangsættes. Denne kampagne skulle tilgodese de lærde. Den gav en begrænset form for ytringsfrihed, hvor folket kunne komme med kritik af styremåden og ændringsforslag. Navnet kommer fra en tale, som Mao holdt i 1956, i den udtalte han "Lad hundrede blomster blomstre og lad hundrede tankeskoler kappes". Blomsterdelen er ment på kunstnerne og digterne, medens tankeskoledelen er ment på de lærde. Det var propagandaministeren der fremlagde kampagnen i 1957, ved dens opstart. Kampagnen blev hurtigt afsluttet igen, da Mao ikke var tilfreds med den kritik der kom. Det var til trods for, at kritikken var begrænset og vag. Som resultat af den opdagede modstand mod kommunismen igangsættes en kraftig "anti-højre"-kampagne. Den udrensede såkaldte højreorienterede fra Partiet og mange var underlagt censur helt indtil Maos død i 1976.
1958-1960(-1963) – "Det store spring fremad" igangsættes. Oprettelsen af folkekommunerne. Mao får sine idéer gennemført, og de viser sig at skabe en katastrofal hungersnød. Resultatet af denne hungersnød er antaget forskelligt. Kinesiske forskere mener at det er 17 millioner døde, medens amerikanske forskere mener at tallet er oppe på 26 millioner. En af idéerne ved denne plan, var at alle var lige, og derfor blev bønder sat til maskinarbejde og arbejdere sat til bondearbejde. Logikken i, at dette ville skabe større vækst, er ikke kendt.
1960 – Brud mellem Kina og USSR. De russiske teknikere hentes hjem.
Mao træder tilbage som præsident, grundet fiaskoen, "Det store spring fremad". Liu Shaoqi overtager posten.
Mao fortsætter som partiformand.
1962 – Grænsestrid mellem Kina og Indien.
1964 – Kinas første atombombe prøvesprænges. Til trods for, at de russiske teknikere trak sig tilbage i 1960, lykkes det kineserne at bygge en atombombe, ud fra de efterladte planer.
1966 – Kulturrevolutionen igangsættes. Præsident Liu Shaoqi afsættes, deslige Deng Xiaoping og flere modstandere af Maos idéer.
1967 – Mao må rejse rundt i Kina, for at forlige de stridende parter.
1970 – Mao inviterer præsident Nixon fra USA til at besøge Kina.
1971 – Folkerepublikken Kina overtager Kinas plads i FN; Taiwan udtræder.
1972 – Richard Nixon kommer på besøg i Kina.
1976 – Zhou Enlai dør.
Mao Zedong dør.
Deng Xiaoping afsættes fra ledelsen.
Firebanden, med Maos kone, fængsles.
Hua Guofeng tager magten i Kina.
1977 – Deng Xiaoping genoptages i ledelsen.
1978 – Kontraktsystemet afløser kollektivet på landet.
1979 – Kina optager udenlandske lån.
Grænsekonflikt mellem Vietnam og Kina.
1982 – Folkekommuner afskaffes ved lov.
1983 – En rapport hævder, at kollektiverne stort set er afskaffet.
1984 – Der åbnes for samarbejde med udenlandske firmaer i særlige "økonomiske zoner" langs kysten i Kina.
1987 – De gamle ledere træder tilbage. Blandt dem er Deng Xiaoping.
Yngre folk vælges ind i ledelsen. Li Peng bliver statsminister. Zhao Ziyang er formand for KKP.
1989 – Demonstrationer for demokrati bliver blodigt undertrykt på Tiananmen-pladsen.
1992 – USA giver Kina handelsstatus som "højst begunstig nation".
1997 – Deng Xiaoping dør. Storbritaninen giver Hongkong tilbage til kinesisk kontrol.
| Historie | Spire Denne historieartikel er en spire som bør udbygges. Du er velkommen til at hjælpe Wikipedia ved at udvide den. |